# مرلين أزرق أطلسي
مرلين أزرق أطلسي (الاسم العلمي: Makaira nigricans) (بالإنجليزية: Atlantic blue marlin)‏ هو نوع من الأسماك يتبع جنس المرلين الأزرق من فصيلة الأسماك المرلينية.